# Daniel Pfeiff
Daniel Pfeiff, född 2 februari 1653 i Stockholm, död 28 mars 1701 i Åbo, var en svensk ämbetsman.

## Biografi
Daniel Pfeiff var son till biskopen över Estland Johann Jacob Pfeiffius och Anna Grundel (1619–1704) samt dotterson till borgmästaren Jacob Grundel (1590–1663). Från 1683 var han gift med Gertrud Helena Specht (1659–1735) som var dotter till kung Karl XI:s livläkare Peter Specht (1623–1676). Paret fick nio barn, varav sonen Per Gustaf Pfeiff blev militär. Barnen adlades för faderns förtjänster år 1678 och introducerades under nummer 945 på Riddarhuset.
Pfeiff blev student vid Uppsala universitet 1673 och var kanslist vid fredskongressen i Nijmegen 1679 samt kanslist i kungliga kansliet 1680. Han blev sekreterare i Åbo hovrätt 1685 och assessor där 1692. Han avled 1701 i Åbo och är begravd i Åbo domkyrka.
Pfeiff finns representerad i det finländska nationalbiblioteket med ett flertal skrifter.